# Broeders (film, 2017)
Pour l’article homonyme, voir Broeders.
Pour plus de détails, voir Fiche technique et Distribution.
Broeders est un drame néerlandais réalisé par Hanro Smitsman et sorti en 2017. En juillet 2018, le film est nommé pour le prix du meilleur film en langue étrangère aux 91e Academy Awards.

## Synopsis
Hassan, Mourad et Yasin sont des amis d'enfance issus des quartiers d'Amsterdam. Ces trois Marocains décident de prendre leur envol vers la Syrie pour combattre au sein de l'État islamique.

## Distribution
- Achmed Akkabi : Hassan
- Walid Benmbarek : Mourad
- Bilal Wahib : Yasin
- Ghalia Takriti : Suha
- Mostafa Benkerroum : djihadiste belge
- Jamil Zraikat : Abdulrahman
- Dunya Khayame : Layla